# 20 × 102 мм
20 × 102 мм — патрон, разработанный в США , а затем нашедший применение в системах авиационного вооружения M621, M61 Vulcan, M197 electric, cannon M39. Позднее стал применяться и в снайперских винтовках, например Anzio 20mm rifle в качестве антиматериального оружия, а также для уничтожения бронетехники и живой силы. Его калибр по квалификации калибров относится скорее к малокалиберным снарядам, нежели к пулям.

## Описание

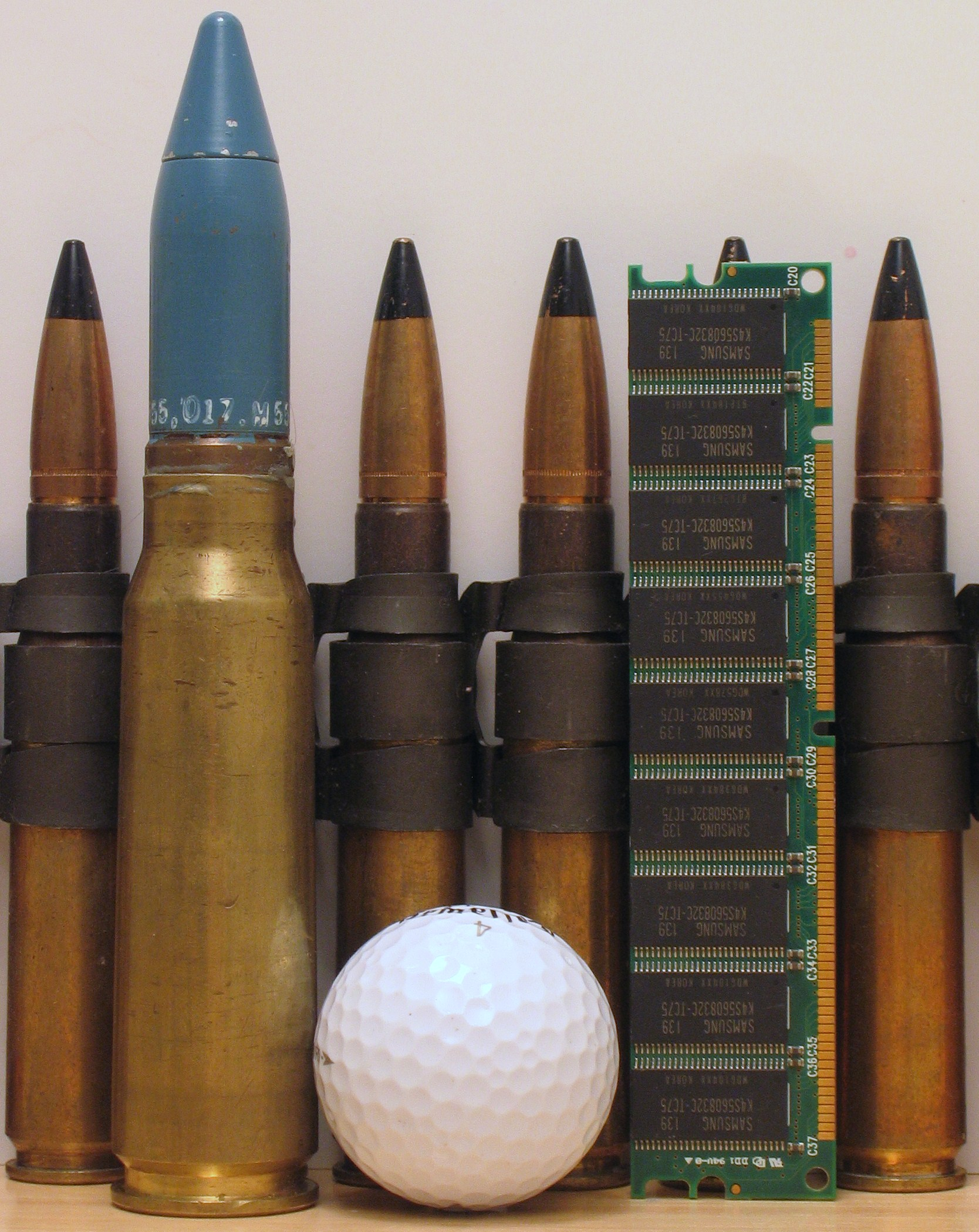
12.7 мм НАТО в сравнении с 20 × 102 мм.

Изначально патрон создавался для истребителей с шестиствольными пушками типа Гатлинг для залпового огня и уничтожения целей на большой скорости. Позднее нашел применение и как антиматериальное оружие для ручных орудий и винтовок. Патрон имеет пулю массой 102 грамма с начальной скоростью от 1005 м/c и энергию около 52000 Дж. Это позволяет ему пробивать/уничтожать преграды недоступные для более слабых патронов типа 50 BMG, 12,7 × 108 мм, 14,5 × 114 мм, потому в последнее время стал широко распространяться в крупнокалиберных снайперских винтовках. Однако его применение по живым целям негуманно и не оправдано, так как его колоссальная кинетическая энергия и скорость просто разорвет живую цель.